# Predmetci (prefiksi) mjernih jedinica
Predmetci (prefiksi) mjernih jedinica na snazi u RH definirani su Zakonom o mjernim jedinicama. Međunarodno su dogovoreni.
| Predmetak | Znak | Vrijednost | Vrijednost                                |
| kveta     | Q    | 1030       | 1 000 000 000 000 000 000 000 000 000 000 |
| rona      | R    | 1027       | 1 000 000 000 000 000 000 000 000 000     |
| jota      | Y    | 1024       | 1 000 000 000 000 000 000 000 000         |
| zeta      | Z    | 1021       | 1 000 000 000 000 000 000 000             |
| eksa      | E    | 1018       | 1 000 000 000 000 000 000                 |
| peta      | P    | 1015       | 1 000 000 000 000 000                     |
| tera      | T    | 1012       | 1 000 000 000 000                         |
| giga      | G    | 109        | 1 000 000 000                             |
| mega      | M    | 106        | 1 000 000                                 |
| kilo      | k    | 103        | 1 000                                     |
| hekto     | h    | 102        | 100                                       |
| deka      | da   | 101        | 10                                        |
| -         |      | 100        | 1                                         |
| deci      | d    | 10–1       | 0,1                                       |
| centi     | c    | 10–2       | 0,01                                      |
| mili      | m    | 10–3       | 0,001                                     |
| mikro     | µ    | 10–6       | 0,000 001                                 |
| nano      | n    | 10–9       | 0,000 000 001                             |
| piko      | p    | 10–12      | 0,000 000 000 001                         |
| femto     | f    | 10–15      | 0,000 000 000 000 001                     |
| ato       | a    | 10–18      | 0,000 000 000 000 000 001                 |
| zepto     | z    | 10–21      | 0,000 000 000 000 000 000 001             |
| jokto     | y    | 10–24      | 0,000 000 000 000 000 000 000 001         |
| ronto     | r    | 10–27      | 0,000 000 000 000 000 000 000 000 001     |
| kvekto    | q    | 10–30      | 0,000 000 000 000 000 000 000 000 000 001 |

## Vanjske poveznice
- Zakon o mjernim jedinicama